# Eodromaeus

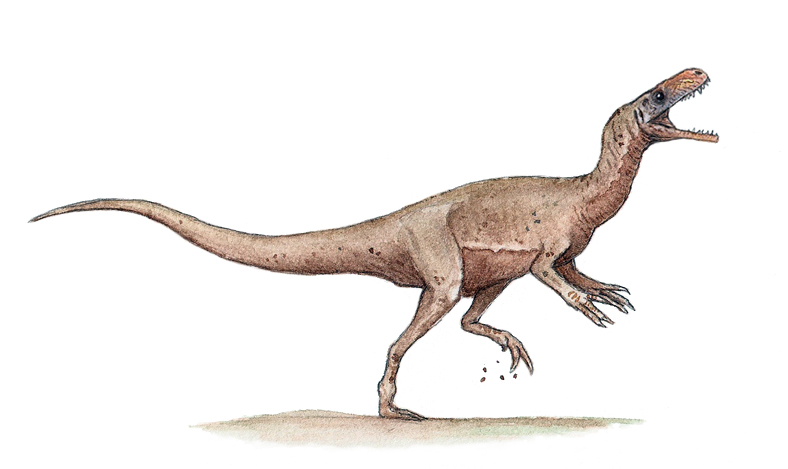
Reconstrução paleoartística de um Eodromaeus.

Eodromaeus é um gênero sul-americano de dinossauros que viveu há cerca de 230 milhões de anos, contando com cauda e pescoço compridos e pesando entre 4 e 7 quilos. Foi um dos dinossauros mais antigos do mundo.

## Descoberta

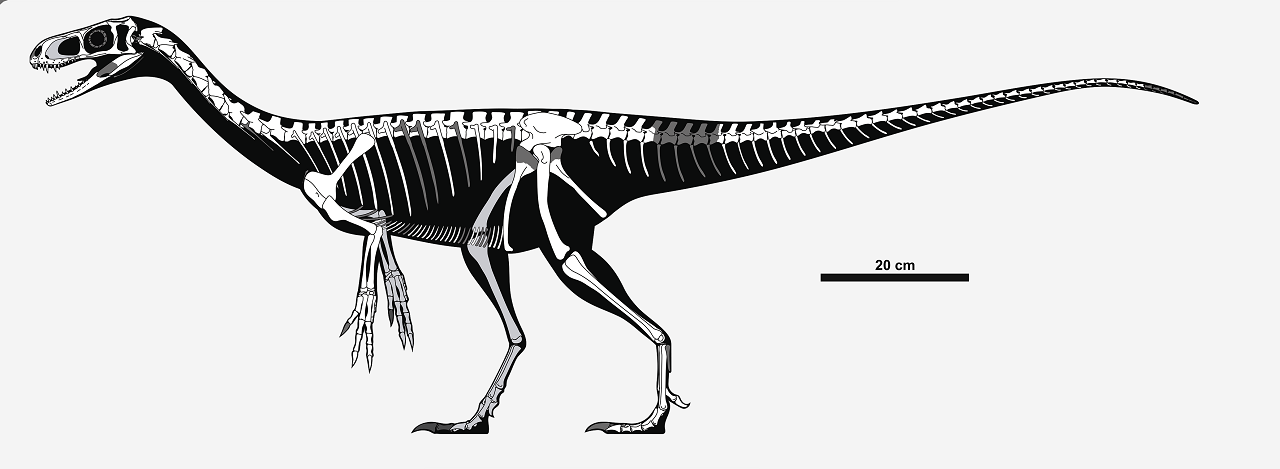
Esqueleto de Eodromaeus murphi, elementos ósseos conhecidos em branco e cinza claro, e desconhecidos em cinza escuro.

Os fósseis de Eodromaeus foram descobertos pela primeira vez em 1996 pelo paleontólogo argentino Ricardo N. Martinez e o voluntário do Earthwatch Jim Murphy, e primeiro se acreditou que os fósseis eram uma nova espécie de Eoraptor. No entanto, quando os pesquisadores começaram a olhar mais de perto os fósseis, eles descobriram que ele tinha muitas características esqueléticas que estavam ausentes no Eoraptor, e eles entenderam que era de um novo gênero.

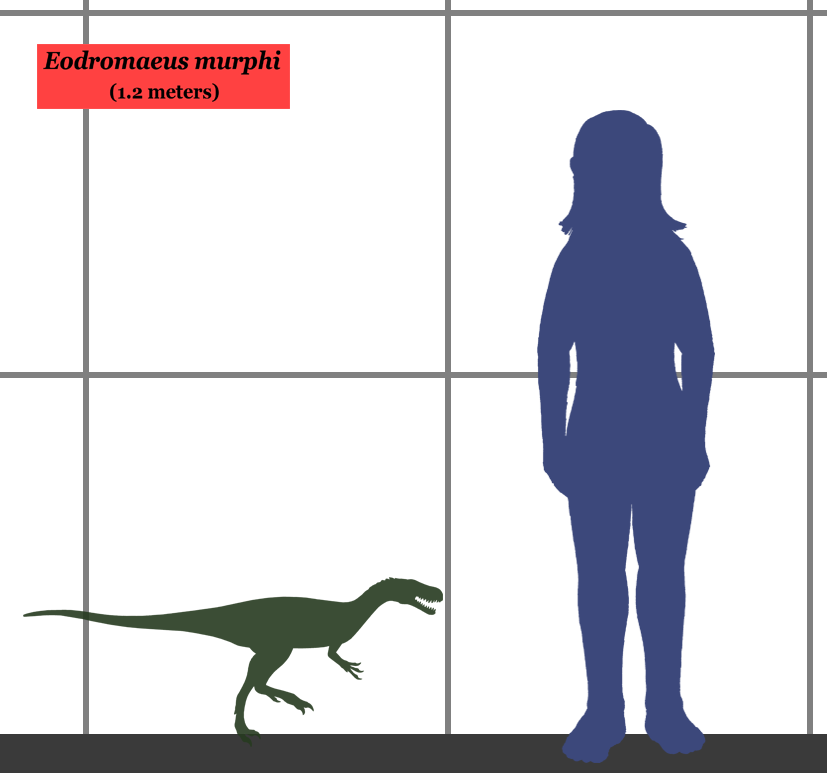
A comparação do tamanho do Eodromaeus com o do humano.

Eodromaeus é conhecido por seis espécimes encontrados em vários níveis da Formação Ischigualasto da Província de San Juan, Argentina. De longe, o espécime mais completo é o holótipo, PVSJ 560, um esqueleto articulado esmagado, mas quase completo, recuperado da base do Membro do Valle de la Luna. O membro do Valle de la Luna é o terceiro membro mais velho da formação. Sobrepõe-se aos membros menores Cancha de Bochas (segundos mais velho) e La Peña (mais velhos da formação). Outros espécimes referidos incluem PVSJ 561, 562 e 563 do Membro Valle de la Luna, PVSJ 534 do Membro La Peña e PVSJ 877 do Membro Cancha de Bochas. Cada espécime de Eodromaeus viveu dentro da biozona Scaphonyx-Exaeretodon-Herrerasaurus úmida da primeira metade da Formação Ischigualasto. Um depósito de bentonita no Membro La Peña foi datado de 231 milhões de anos atrás, indicando que a Formação Ischigualasto corresponde a parte do estágio Carniano do início do Triássico Superior.